# Gowarczów (gmina)
Gowarczów – gmina miejsko-wiejska w województwie świętokrzyskim, w powiecie koneckim. W latach 1975–1998 gmina położona była w województwie radomskim.
Siedziba gminy to Gowarczów.
Według danych z 30 czerwca 2004 gminę zamieszkiwało 4976 osób.
Za Królestwa Polskiego gmina Gowarczów należała do powiatu koneckiego w guberni radomskiej. 13 stycznia 1870 do gminy przyłączono pozbawiony praw miejskich Gowarczów.

## Struktura powierzchni
Według danych z roku 2002 gmina Gowarczów ma obszar 101,98 km², w tym:
- użytki rolne: 53%
- użytki leśne: 38%

Gmina stanowi 8,95% powierzchni powiatu.

## Demografia

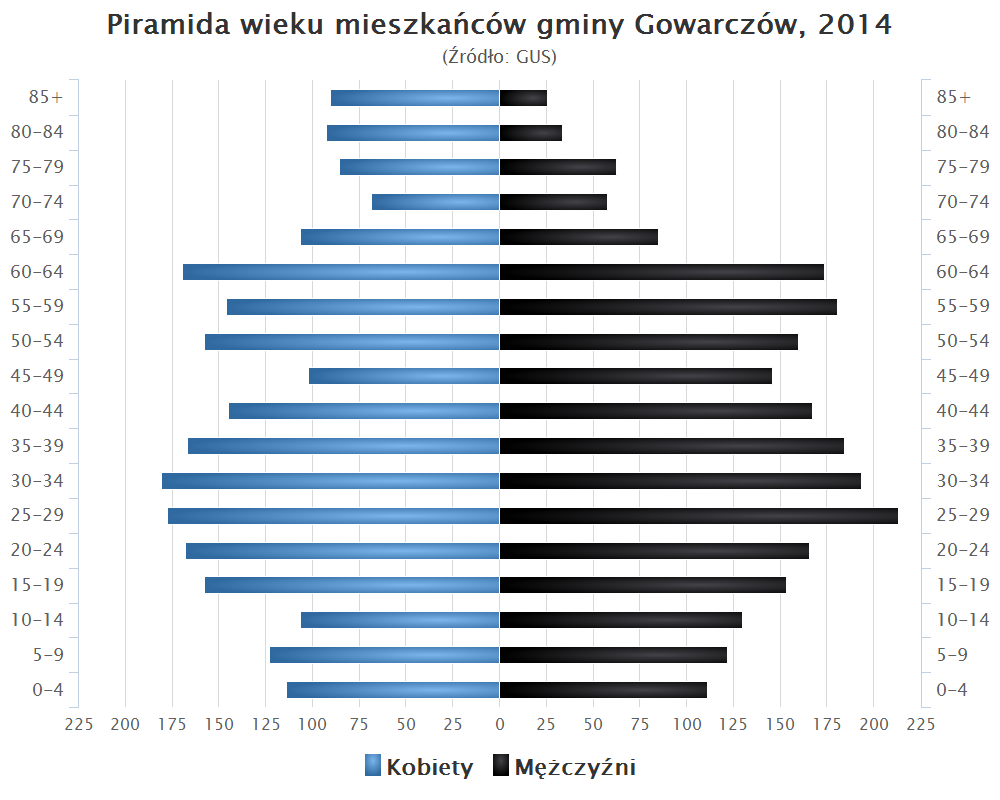
Piramida wieku mieszkańców gminy Gowarczów w 2014 roku

Dane z 30 czerwca 2004:
| Opis                              | Ogółem | Ogółem | Kobiety | Kobiety | Mężczyźni | Mężczyźni |
| --------------------------------- | ------ | ------ | ------- | ------- | --------- | --------- |
| jednostka                         | osób   | %      | osób    | %       | osób      | %         |
| populacja                         | 4976   | 100    | 2473    | 49,7    | 2503      | 50,3      |
| gęstość zaludnienia (mieszk./km²) | 48,8   | 48,8   | 24,2    | 24,2    | 24,5      | 24,5      |

## Sołectwa
Bernów, Bębnów, Borowiec, Brzeźnica, Giełzów, Kamienna Wola, Komaszyce, Korytków, Kupimierz, Kurzacze, Miłaków, Morzywół, Rogówek, Ruda Białaczowska, Skrzyszów
Wsią bez statusu sołectwa jest Stare Pole.

## Sąsiednie gminy
Białaczów, Gielniów, Końskie, Opoczno, Przysucha